# Xavier Antich i Valero
Xavier Antich i Valero   (la Seu d'Urgell, 1962) és un filòsof, escriptor i professor universitari català. És professor d'estètica de la Universitat de Girona. Va presidir el patronat de la Fundació Tàpies entre 2011 i 2022. Des de 2022 és el President d'Òmnium Cultural.

## Biografia
Nascut a La Seu d'Urgell, fill de llibreter i de mestra. Premi Extraordinari de Llicenciatura (1985) i doctor en Filosofia per la Universitat de Barcelona, amb una tesi doctoral sobre la Metafísica d'Aristòtil (1997), va ser professor de Filosofia en els Instituts Joan Maragall (Barcelona) i Mercè Rodoreda (l'Hospitalet de Llobregat). Actualment, és professor titular d'Història de les Idees estètiques i Teoria de l'art a la Universitat de Girona (UdG). Ha estat visiting chair a la Stanford University i professor convidat en The Lisbon Consortium (Universidade Católica Portuguesa). Ha estat director del Màster en Comunicació i Crítica d'Art de la UdG i director del Programa d'Estudis Independents (PEI) del Museu d'Art Contemporani de Barcelona i, actualment, col·labora com a professor en els Tallers d'Humanitat(s) d'ESADE. Des de l'any 2011 i fins al 2022, va presidir el patronat de la Fundació Tàpies. És germà del periodista José Antich.
Ha escrit diversos llibres, com Introducción a la metafísica de Aristóteles. El problema del objeto en la Filosofía primera (1990), El rostre de l'altre. Passeig filosòfic per l'obra d'Emmanuel Lévinas, que va guanyar el Premi Joan Fuster d'assaig (1992), La doctrina del ser en Aristóteles. Lectura del libro Z de los Metafísicos (1997) o La voluntat de comprendre. Filosofia en minúscula (2016). Ha estat l'editor del recull de textos d'Antoni Tàpies En blanc i negre. Assaigs (Galàxia Gutenberg, 2009) i del volum col·lectiu De animales y monstruos (MACBA, 2011), i ha traduït diversos filòsofs contemporanis, com Maurice Merleau-Ponty, Emmanuel Lévinas, Franco Rella i Chantal Mouffe. Ha escrit en diversos diaris, com El País i l'Avui, entre 1995 i 2000. Entre els anys 2000 i 2016 va col·laborar regularment amb una columna a La Vanguardia, on entre 2002 i 2014, va formar part de l'equip que va posar en marxa el suplement "Cultura/s". Des de 2014 escriu setmanalment a l'Ara. Va col·laborar en els programes radiofònics Àgora (Catalunya Cultura), El cafè de la República (Catalunya Ràdio), L'oracle (Catalunya Ràdio) i El matí de Catalunya Ràdio, a la secció setmanal El racó de pensar, compartida amb David Fernàndez. Va participar en el programa televisiu L'hora del lector i al programa Amb filosofia (ambdós de Televisió de Catalunya).
El 14 de novembre de 2011 va dimitir juntament amb nou membres més del Plenari del Consell Nacional de la Cultura i de les Arts, del qual era conseller des del desembre del 2008, com a protesta pel trencament de model que proposà el projecte de la Llei òmnibus de 2011. Des del desembre de 2011 forma part del Consell de Cultura de la ciutat de Barcelona.
El 2022 es va convertir en President d'Òmnium Cultural, substituint Jordi Cuixart.

## Obres
- Introducción a la metafísica de Aristóteles. El problema del objeto en la filosofía primera. Barcelona: PPU (1990). ISBN 84-7665-621-1
- El rostre de l'altre. Passeig filosòfic per l'obra d'Emmanuel Lévinas. València: Eliseu Climent Editor (Premi Joan Fuster d'assaig) (1993). ISBN 9788475023748.
- L'umanesimo di Lévinas e l'incontro a Davos, Idee (1994) pp. 91–96[11]
- Antoni Tàpies. Certeses sentides. Cracòvia: Museu Nacional de Cracòvia, Institut Cervantes (edició en català, castellà i polonès, 2000).
- Barcelona, 1917-1928. Del 391 al Manifest Groc, dins: AAVV, Capitales del arte moderno. Madrid: Instituto de Cultura, Fundación Mapfre (2007).[12]
- Ver para mirar. De la imagen-control a la imagen-deseo, dins: AAVV, Cuerpo y mirada. Huellas del siglo XX. Madrid: Museo Nacional Centro de Arte Reina Sofía (2007).[13]
- Variaciones e intermitencias del gesto que permanece y retorna (Miradas oblicuas a partir del archivo Warburg), dins: Benavente, F.; Salvadó, G. (eds.), Poéticas del gesto en el cine europeo contemporáneo. Barcelona: Prodimag / Intermedio / UPF (2012).
- Per què necessitem les humanitats? Conviure amb els clàssics per viure el present. Barcelona: ESADE / CEJP (2013).[14]
- La ciutat del dissens. Espai comú i pluralitat. Barcelona: CCCB (2013).
- La voluntat de comprendre. Barcelona: Arcàdia (2016)

## Premis i reconeixements
- 1992 - Premi Joan Fuster d'assaig per El rostre de l'altre. Passeig filosòfic per l'obra d'Emmanuel Lévinas.